# Aiguamolls de Viru
Els aiguamolls de Viru (en estonià Viru raba) són una zona de torberes del comtat de Harju, Estònia, dins del parc nacional de Lahemaa.
La superfície del pantà és de 235 ha.
El gruix de la capa de torba és d'uns 6 m.

## Origen del nom

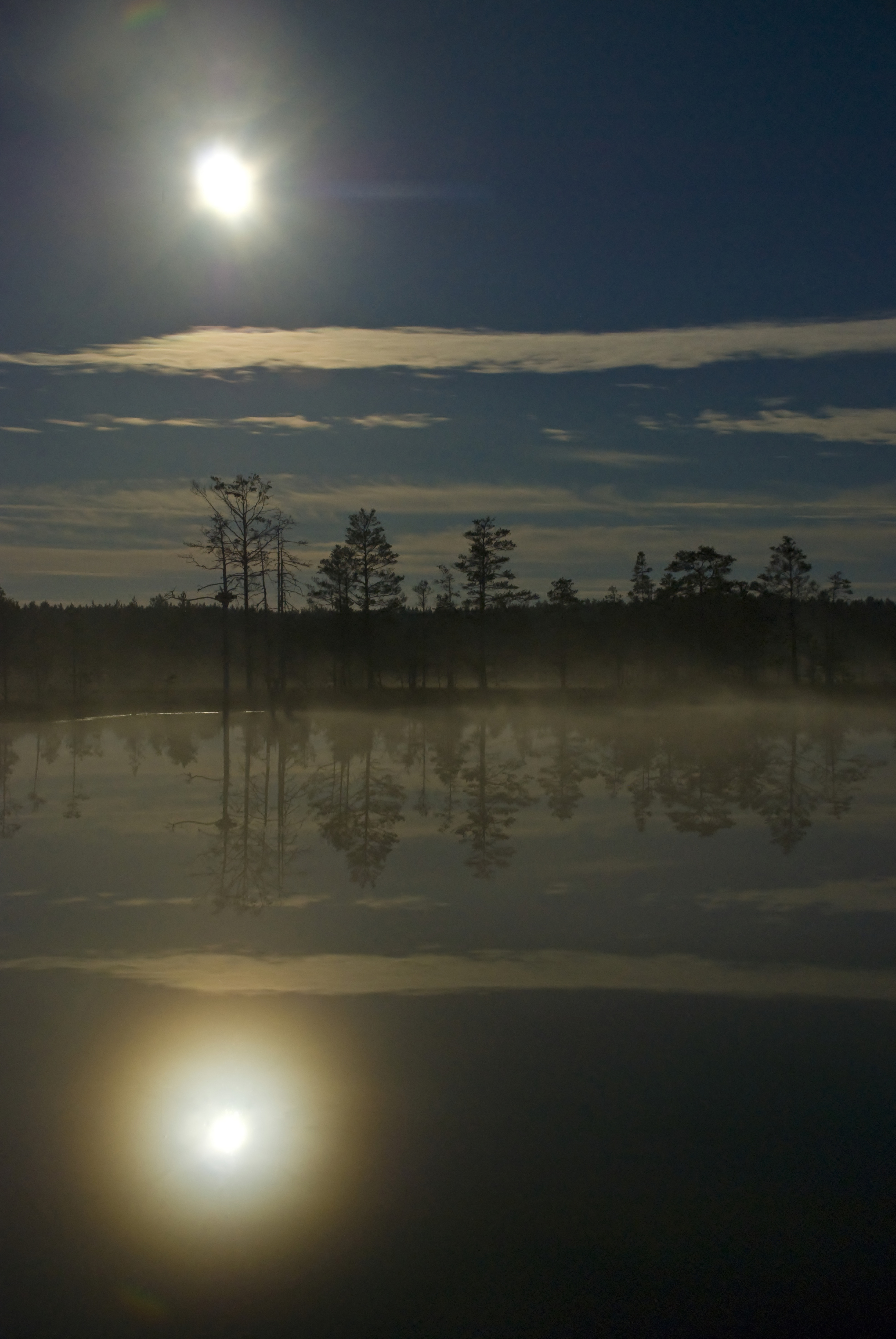
Els aiguamolls de Viru en una nit de lluna plena

Els aiguamolls de Viru es troben en un lloc on, després de la fusió del gel glacial i la retirada dels llacs glacials, hi havia un llac. A mesura que el llac va créixer, es va començar a formar un pantà, l'expansió del qual va quedar limitada pels bancs de dunes que l'envoltaven. Sabent que la taxa de creixement anual mitjana de la torba és d'un mil·límetre i el gruix de la capa de torba és d'aproximadament tres metres, es pot calcular que l'edat dels aiguamolls de Viru és d'aproximadament 3.000 anys.
El nom de Viru prové del fet que es troba a la part oriental de l'històric comtat de Harju, enfront del  comtat de Viru. Tot i que la frontera entre els dos comtats era lleugerament cap a l'est, al llarg del Valgejõgi, es pot suposar que tant el pantà com el vallesjak que el creua al nord, Viru mägi, van rebre aquest nom.Ara s'estan buscant mètodes per restaurar els camps de torba mòlta. Amb aquesta finalitat, l'any 2011 es va iniciar la restauració de les torberes residuals: l'objectiu és restablir el règim hídric natural, eliminar la vegetació llenyosa i plantar nova torba. La restauració va durar fins al novembre de 2013.

## Vegetació

Els aiguamolls de Viru a la sortida del sol

Les molses comunes a Estònia es poden trobar a terra sota el pi Palum: són la molsa de Palum i la molsa de prat comuna. El sotabosc és relativament escàs: hi ha bruc, nabiu roig, nabiu, Melampyrum dels prats i, a la tardor, diversos bolets comestibles. No hi ha arbustos ni altres arbres a part dels pins.
Els boscos de bruguera són un bon hàbitat per als líquens. Aquest bosc es caracteritza per la presència de bruc de flors porpra, serpoll fragant i Cladonia arbuscula al sotabosc.
Als pantans viuen pins de pantà, nabiu i brucs. A les muntanyes també creixen blauet, Lyme, nabius i Scheuchzeria palustris. Hi ha dos tipus de joncs insectívors als aiguamolls de Viru: l'herba de la gota i la Drosera anglica.

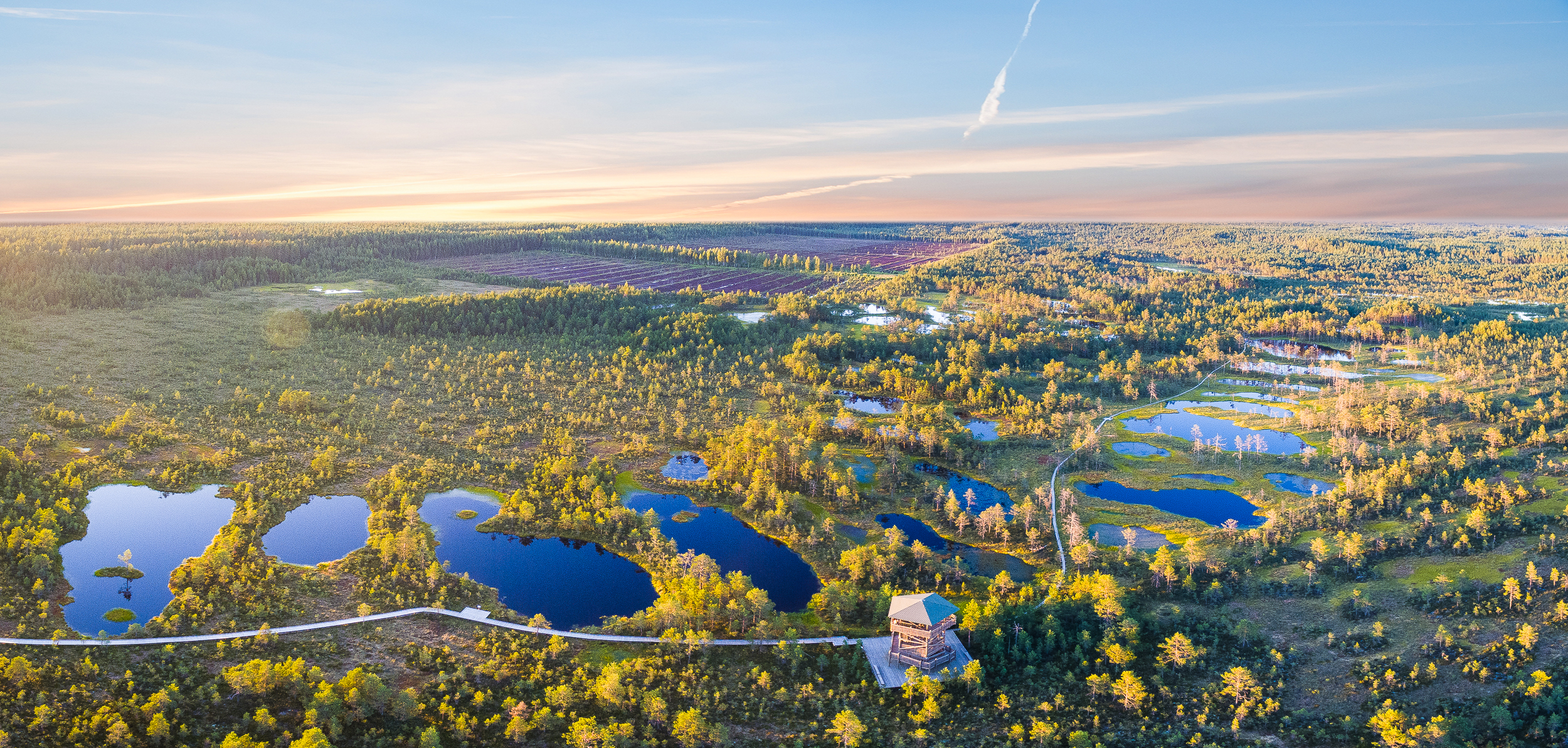
Foto aèria dels aiguamolls de Viru

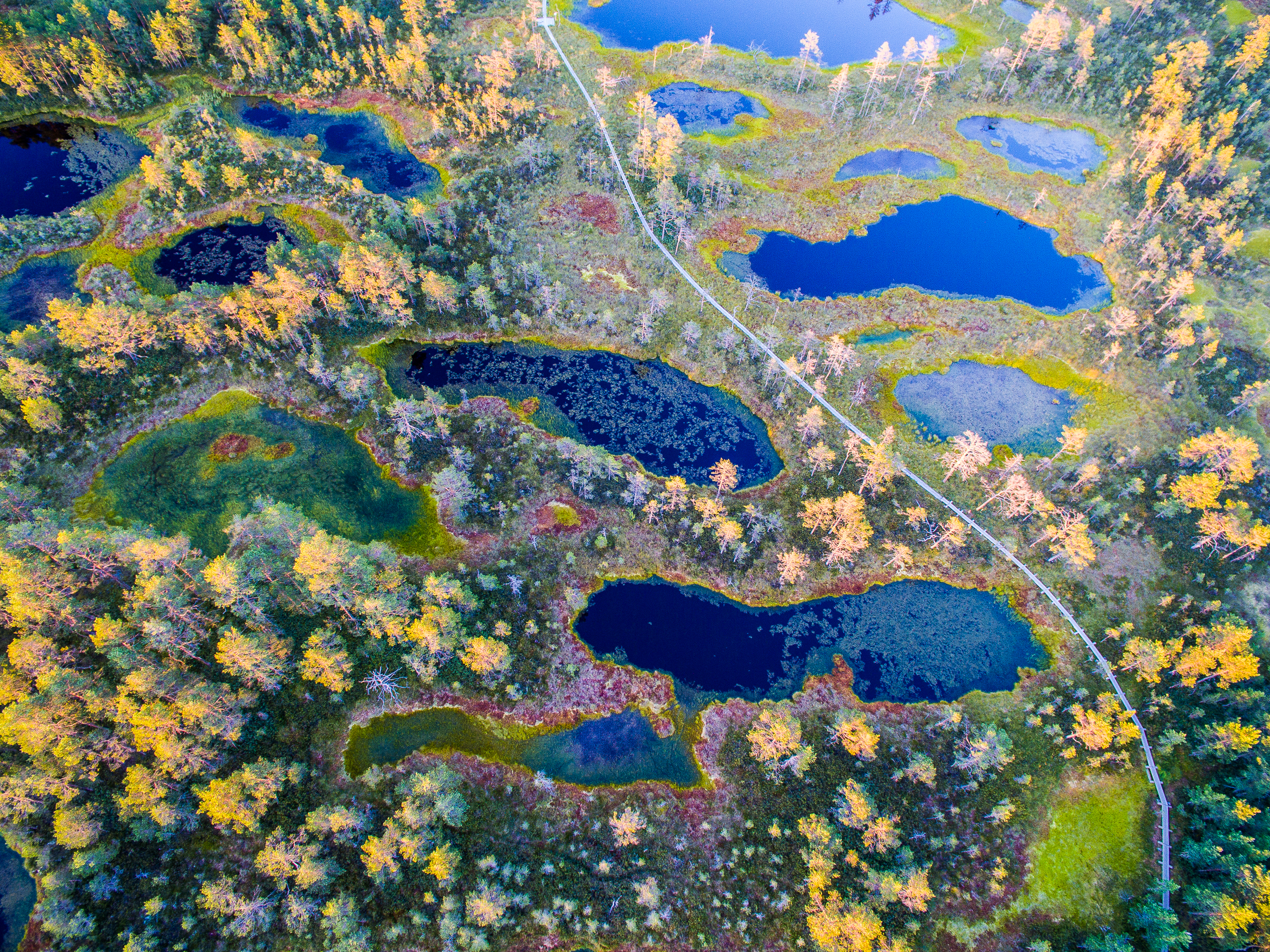
Una altra imatge aèria dels aiguamolls de Viru